# Poropuntius ikedai
Poropuntius ikedai és una espècie de peix cipriniforme de la família dels ciprínids que es troba a Hainan (Xina).